# Isopachys gyldenstolpei
Isopachys gyldenstolpei е вид влечуго от семейство Сцинкови (Scincidae).

## Разпространение
Видът е разпространен в Тайланд.